# Antonio Berni
Delesio Antonio Berni (Rosario, 14 maggio 1905 – Buenos Aires, 13 ottobre 1981) è stato un pittore, incisore e affreschista muralista argentino.

## Biografia

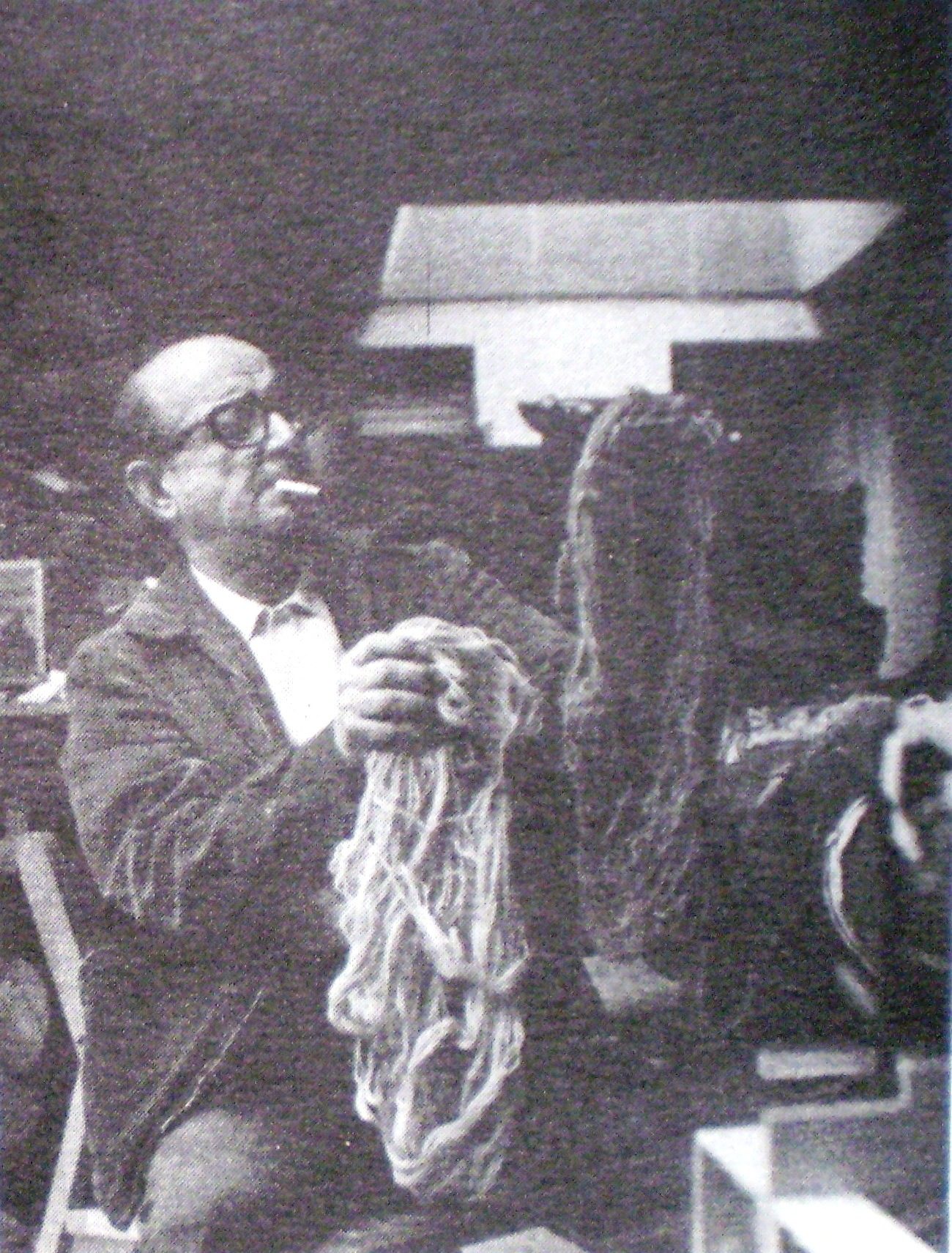
Antonio Berni mentre lavora

Antonio Berni nacque in una famiglia di origine italiana.
Cominciò a studiare pittura a Rosario e tenne le sue prime mostre quando era ancora adolescente, ottenendo buone recensioni da parte della critica artistica.

Le opere di questo primo periodo ritraggono per lo più paesaggi suburbani e nature morte, secondo uno stile che si rifà all'Impressionismo.
Nel 1925, grazie ad una borsa di studio, Berni si recò a Madrid, con l'intento di conoscere da vicino l'arte contemporanea spagnola, in quegli anni molto in voga in Argentina.

Dopo un breve periodo di tempo a Madrid, arrivò alla conclusione che la fonte d'ispirazione della pittura spagnola, e in generale europea, era Parigi, dove si trasferì.

A Parigi entrò in contatto con molti artisti ed intellettuali, tra cui Xul Solar, Louis Aragon, André Breton, Tristan Tzara, André Lhote e Othon Friesz: influenzato dalle teorie psicoanalitiche di Sigmund Freud e dall'arte di Giorgio de Chirico e di René Magritte, sviluppò una pittura dapprima ispirata al Cubismo, per poi approdare ad un Surrealismo lontano dall'automatismo di Joan Miró o dall'onirismo di Salvador Dalí, più simile allo stile di Giorgio De Chirico.

In questi anni si avvicinò alle idee politiche di Karl Marx, collaborando con illustrazioni a giornali comunisti.
Nel 1930 tornò in Argentina, dove fu tra i fondatori del gruppo Nuevo Realismo che avrebbe dovuto iniziare un'arte nazionale politicamente impegnata e concentrata sugli oppressi.

Nel 1932 partecipò con le sue tele ad una delle prime esposizioni surrealiste in America Latina: la mostra fu però ignorata dal pubblico e stroncata dalla critica.

In quegli anni il mondo stava attraversando un periodo caratterizzato da totalitarismi che avrebbero portato alla guerra; anche l'Argentina si trovava in una situazione difficile, con una dittatura conservatrice, lotte sociali, scioperi e disoccupazione.

Berni sentì che il Surrealismo era lontano da questi problemi e iniziò ad avvicinarsi al realismo socialista.

Dopo un viaggio attraverso la Bolivia, l'Ecuador, il Perù e la Colombia, la cui influenza è presente nelle sue opere del tempo, a partire dalla fine degli anni '40 Berni dipinse persone con simboli di pace, proprio negli anni in cui si iniziava ad effettuare i primi test di armi nucleari.

All'inizio degli anni '50 le sue opere riflettono lo sfruttamento delle classi più povere, a cui si aggiungono i temi dell'ecologia e dell'eccessivo sfruttamento delle risorse naturali; queste opere ottennero un buon successo di pubblico e di critica e furono esposte in diverse città estere.
Dalla fine degli anni '50, attraverso uno stile caratterizzato dall'uso del collage e dell'assemblage, creò alcuni cicli pittorici in cui compaiono personaggi diseredati della periferia urbana, tra cui le figure emblematiche e poetiche di Juanito Laguna e Ramona Montiel.
Dal suo incarico come Direttore di Cultura del Ministero degli Affari Esteri (1960) durante il governo di Arturo Frondizi, il critico e amico Rafael Squirru inviò le incisioni dell'artista alla Biennale di Venezia, dove ottennero il Primo Premio. Nominato Direttore di Cultura dell'Organizzazione degli Stati americani (1963), Squirru promosse ancora l'opera artistica di Berni organizzando mostre prestigiose come quella di 1966 nel New Jersey State Museum di Trenton.
Nel 1976 Berni passò un certo periodo di tempo a New York, che lo colpì come fastosa, consumistica, materialmente ricca ma spiritualmente povera.

In questi anni continuò a creare opere sempre più spirituali e riflessive, ma con un tocco di ironia sociale per far risaltare l'opposizione tra uomo e natura.
Antonio Berni morì il 13 ottobre 1981 a Buenos Aires.